# Teddy's Boy
Teddy's Boy er en dansk animationsfilm fra 2007 instrueret af Mads Buch, Kenneth Boris og Andreas Normand Grøntved.

## Handling
Behandl "Teddy" ordentligt - man kan aldrig vide hvad han er i stand til at gøre!